# Шаврина, Екатерина Феоктистовна
Екатери́на Феокти́стовна Ша́врина (род. 15 декабря 1942 года, Пышма, Свердловская область, СССР) — советская и российская певица, исполнительница русских народных песен. Народная артистка РФ (1995). Единственная советская певица, выступавшая дважды (1981, 1983 гг.) с сольными концертами в зале заседаний Организации Объединённых Наций.

## Биография
Родилась 15 декабря 1942 года в посёлке Пышма Свердловской области. Отец — Шаврин Феоктист Евстигнеевич, водитель. Мать — Мостовщикова Феодосия Евгеньевна, домохозяйка. Родители были старообрядцами. Есть брат и пять сестёр. Екатерина росла в Перми. В детстве ей была сделана операция, так как она почти до четырёх лет не могла говорить. Родители Екатерины умерли рано.
Работала уборщицей в Доме культуры им. Свердлова и контролёром в цехе «Динамика» на Пермском телефонном заводе. На сцене дебютировала в 14 лет, на Всесоюзном смотре художественной самодеятельности в Москве. Солировала в Осинском русском народном хоре Пермской области. В 16 лет поступила в Государственный Волжский народный хор в Куйбышеве. Окончила в Москве Всероссийскую творческую мастерскую эстрадного искусства, Училище им. Ипполитова-Иванова (поступить туда ей помогла Людмила Зыкина) и ГИТИС им. А. В. Луначарского.
Популярность Шавриной принесли песни «Нарьян-Мар», «Колокольчики» и «Тополя», написанные композитором Григорием Пономаренко.
В 1962 году - солистка Осинского русского народного хора, с 1963 года - солистка Волжского русского народного хора. В 1964 году стала солисткой Москонцерта. Новая должность открыла для нее «железный занавес». С репертуаром, основанном на русских народных композициях, Шаврина посетила Германию, Францию, Польшу и другие зарубежные страны.
В 1967 году снялась в фильме «На два часа раньше». В 1969 году появилась в картине «Москва в нотах», исполнив в нём песню «Что было, то было».
В 1972 году песня исполнительницы «Гляжу в озёра синие» прозвучала в сериале «Тени исчезают в полдень». С этого момента Екатерина Шаврина получила признание не только за рубежом, но и на родине. Фото исполнительницы печатались во многих популярных журналах.
В 1981 году окончила ГИТИС имени Луначарского, факультет режиссуры, мастерская Иоакима Шароева.

## Переезд в  Германию и возвращение на родину
В конце 80-х певица покинула Россию и переехала в Германию, устроившись работать в ресторан, где исполняла свой репертуар. Выступления перед посетителями ночного заведения приносили солистке Москонцерта более значительный доход. Спустя десять лет она решила вернуться на родину.
В 1997 году с песней «По-русски за русских» выступила на «Славянском базаре в Витебске».
К 2000-м годам Екатерина слегка изменила музыкальное направление. В новую программу вошли и привычные русские народные песни, и городские романсы, и частушки, а также лёгкие композиции. С середины 2000-х интерес к творчеству Екатерины Шавриной вспыхнул с новой силой. Артистку стали приглашать на различные ток-шоу и передачи, посвящённые музыке.
С момента начала карьеры и вплоть до 2017 года дискография Шавриной пополнилась двумя десятками альбомов. В январе 2018 года артистка выступила в Центральном доме журналистов с музыкальной программой «Разгуляй денёк». Во время концерта Екатерина Феоктистовна исполнила известные русские народные произведения, в число которых вошли «Ах, зачем эта ночь», «У беды глаза зелёные» и прочие. Клипам Шаврина предпочитает живое творчество, а потому не записывает видеоролики на свои песни.
Шаврина выступала не только как сольная артистка. В её послужном списке есть композиции, записанные в дуэте с другими певцами. Также женщина проводила и совместные концерты с разными исполнителями, например с ансамблем «Садко». Сотрудничал с ней и Игорь Наджиев, с которым Екатерина выступала в Театре эстрады, выпуск транслировался на телеканале РТР.
О Екатерине Шавриной сняты телевизионные фильмы: «Песни России» (1978), «Мгновения…» (1986), «Судьба-судьбинушка» (1994).

## ДТП
21 марта 2014 года попала в ДТП на 36-м километре федеральной дороги А-101 Москва — Рославль. Не справилась с управлением и вылетела на встречную полосу на своём Honda CR-V, где автомобиль лоб в лоб столкнулся с Audi A4. Сестра певицы, 62-летняя Татьяна Мудрецова, погибла на месте. Шаврина, ещё одна пассажирка «Хонды» и пассажир «Ауди» получили серьёзные травмы. У певицы были диагностированы закрытая черепно-мозговая травма, сотрясение головного мозга и перелом лицевого скелета. Было возбуждено уголовное дело по ч. 3 ст. 264 УК РФ «Нарушение правил дорожного движения и эксплуатации транспортных средств, повлекшее по неосторожности смерть человека». В январе 2015 года уголовное дело в отношении Шавриной было закрыто в связи с примирением сторон.
2020 год начался для Шавриной тяжело. Кроме того, что пришлось отменить не один запланированный концерт, она переболела COVID-19. Несмотря на сложное время, Шаврина не исчезла с экранов телевизоров. Сначала она появилась в передаче Андрея Малахова «Привет, Андрей!», где вместе с другими звёздными гостями делилась воспоминаниями о Валентине Толкуновой. А затем снялась и в авторской передаче Елены Степаненко «Ещё не вечер», куда пришла вместе с композитором Виктором Дробышем.

## Настоящее время
Певица проживает в Троицке (Москва). Обе дочери Шавриной сделали карьеру вне искусства. Элла получила финансовое образование, переехала жить в Австралию, Жанна находится рядом с мамой. В столице у неё, медика по профессии, свой салон красоты. Екатерина Феоктистовна периодически появляется на телевидении, дает редкие концерты. Накануне 2023 года в декабре Шаврина отметила 80-летие в узком семейном кругу.

## Дискография

### Альбомы
- 1968 — «Екатерина Шаврина»
- 1972 — «Екатерина Шаврина»
- 1974 — «Екатерина Шаврина. Песни советских композиторов»
- 1985 — «Я песню русскую пою»
- 1994 — «Понарошку»
- 1996 — «Утопи меня в любви»
- 1996 — «Ах, зачем эта ночь…»
- 2001 — «Ой, мороз, мороз»
- 2001 — «Имена на все времена»
- 2002 — «Трава-мурава»
- 2003 — «Русские народные песни»
- 2003 — «Я никогда так не любила»
- 2004 — «Любовное настроение»
- 2006 — «Тополя»
- 2007 — «Гляжу в озёра синие»
- 2008 — «Ромашковая Русь»
- 2009 — «Моя любовь не тает»
- 2010 — «Песни о России»
- 2011 — «Над рекою туман»
- 2013 — «Налей бокал!»
- 2013 — «Верила, верю!»
- 2013 — «Ой, мороз, мороз»
- 2015 — «Разлюли-малина»
- 2017 — «Избранное»

## Личная жизнь
Была гражданской женой композитора Григория Пономаренко. Сын Григорий (1963—2025).
Позднее вышла замуж за музыканта и фокусника Григория Ефимовича (Хаимовича) Лаздина (28.06.1938 — 29.03.2005). 28 января 1971 года у супругов родились девочки-двойняшки Жанна и Элла. Есть внуки.

## Интересы и увлечения
Имеет первый юношеский разряд по лыжам, конькам, акробатике. Не пьёт, не курит. Любит классическую музыку, исторические книги, театр и кино. Любимый вид искусства — балет. Любит животных.

## Звания и награды
- Заслуженная артистка РСФСР (1983)
- Народная артистка Российской Федерации (27 января 1995) — за большие заслуги в области искусства[13]
- Премия Ленинского комсомола.
- Премия Московского комсомола.
- Орден «За самоотверженный труд на благо Отечества».
- Золотой орден «Служение искусству».
- Малая золотая медаль «Меценат столетия».
- Является почётным гражданином 11 городов.